# Ятаутис, Валдас
Валдас Миколас Ятаутис (21 марта 1933, Куктишкес — 25 июля 2011, Паневежис) — литовский актёр, театральный режиссёр, политический и общественный деятель города Паневежис.

## Биография
С 1951 по 1953 г. изучал журналистику в Вильнюсском университете, в 1953-1956 г. — литовскую филологию в Вильнюсском педагогическом институте. В 1953 г. окончил студию Литовского драматического театра под руководством режиссёра Александраса Кернагиса.
В 1956 г. — методист драматического отделения Республиканского Дома народного творчества. В 1956-1964 выступал в Паневежском драматическом театре, в 1964—1993 гг. режиссёр и художественный руководитель Паневежского народного театра оперетты, ставил спектакли в Паневежском музыкальном театре, в 1978—1986 гг. режиссёр Народного театра сатиры. С 1998 года художественный руководитель Паневежского музыкального театра. В 1972- 1978 гг. преподавал дикцию в Педагогической музыкальной школе имени Й. Шведаса в Паневежисе. Почти два десятилетия руководил городскими песенными фестивалями и массовыми мероприятиями, был директором республиканских праздников.
Сыграл 21 роль в спектаклях Паневежского драматического театра, получивших награды республиканских театральных фестивалей.
С 1960 года сыграл 38 ролей в кино и телефильмах Литовской киностудии, на Мосфильме, Ленфильме, Молдова-фильме, Беларусьфильме.
В 1990—1994 гг. — депутат Паневежского городского совета .

## Роли в театре
- Велимир Павлович — Бранислав Нушич. «Доктор философии», 1956 г .;
- Шеф-повар — Иван Тургенев. «Месяц в деревне», 1957 ;
- Костров — Вера Любимова. «Воспитание чувств», 1958 ;
- Ашиль де Розальба, «светский лев» — Эжен Лабиш. «Соломенная шляпка», 1959 год ;
- Карел — Вацлав Блажек. «Тайное желание», 1960

## Роли в кино
- Аптекарь — Шаги в ночи, 1962 г., реж. Р. Вабалас;
- «Незнакомцы», 1962 г., реж. М. Гедрис;
- Зигмас Репа — «Марш, марш, тра-та-та!», 1964 г., реж. Р. Вабалас;
- Густас — Камень на камень, 1971 г., реж. Р. Вабалас;
- «Чёртова невеста», 1974 г., реж. А. Жебрюнас;
- Джерри — Смок и Малыш, 1975 г., реж. Р. Вабалас;
- Фокусник — Долгое путешествие к морю, 1976 г., реж. А. Араминас;
- Мильке — «Парень с Рабочей улицы», 1977 г., реж. А. Дауса;
- «Потерянный кров», 1977 г., реж. А. Грикявичюс;
- Барнет — Лицо на мишени, 1978-1979 г., по рассказу Г. К. Честертона, реж. А. Грикявичюс;
- Кардинал — Смилуйся над нами, 1978 г., реж. А. Араминас;
- Андерсен — «Блуждающие огоньки», 1980 г., реж. Гитис Лукшас;
- Детектив Хаббард — Ошибка Тони Вендиса, 1981 г., реж. Василе Брескану, Молдова-фильм;
- «Дочь конокрада», 1981 г., реж. Альгимантас Пуйпа;
- Каруна, магистр масонской ложи — Тайна виллы «Грета», 1983 г., реж. Тамара Лисициан, Мосфильм;
- Каминскас — Полёт через Атлантический океан, 1983 г., реж. Р. Вабалас;
- Богач, бедняк…, 1984 г., реж. А. Жебрюнас;
- Женщина и четверо её мужчин, 1984 г., реж. Альгимантас Пуйпа;
- Учитель Драугелис — «Шестнадцать», 1987 г., реж. Раймундас Банионис;
- Учитель — «Не трогайте синий глобус», реж. З. Янулявичюте, LTV;
- Король — «Король Уильям», 1988 г., реж. Видмантас Бачюлис, LTV;
- Кривицкас — «Осень приходит лесами», 1990 г., реж. Р. Вабалас;
- Священник Казимерас — Марюс, 1990 г., реж. Йонас Пакулис и М. Гедрис;
- Крепель — «Смерть за кулисами», 1991 г., реж. Б. Дуров.